# 앤드루 데이비스 (영화 감독)

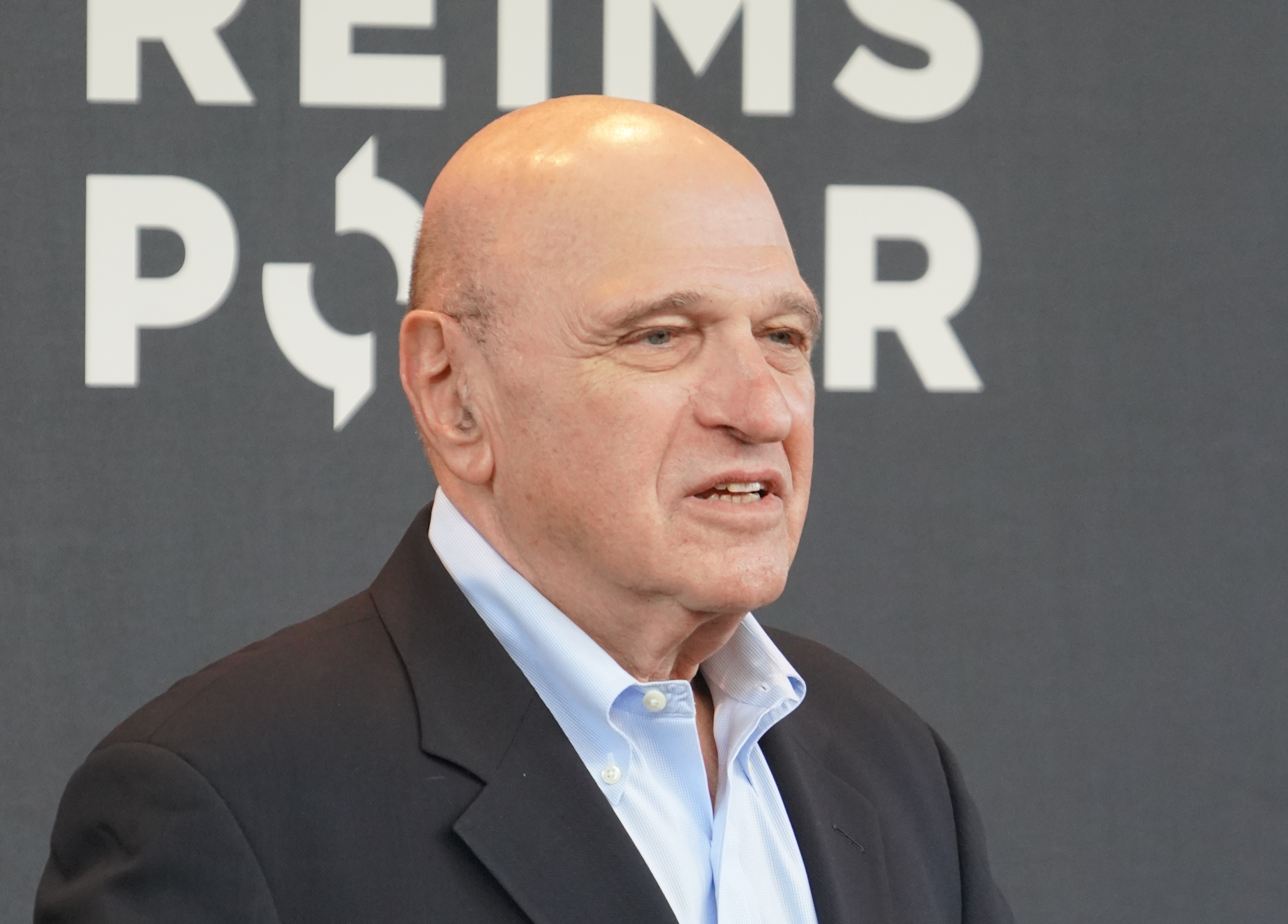

앤드루 데이비스(Andrew Davis, 1946년 11월 21일 ~ )는 미국의 영화 감독, 프로듀서, 작가, 촬영 감독이다. 싸이렌스, 형사 니코, 언더시즈, 도망자 (1993년 영화) 등 수많은 성공적인 액션 스릴러 작품들을 감독한 것으로 알려져 있다.

## 참여 작품
- 싸이렌스
- 형사 니코
- 언더시즈
- 도망자 (1993년 영화)
- 큰 도둑 작은 도둑
- 체인 리액션
- 퍼펙트 머더
- 콜래트럴 데미지
- 홀즈
- 가디언 (2006년 영화)